# Francisco Navarro Villoslada

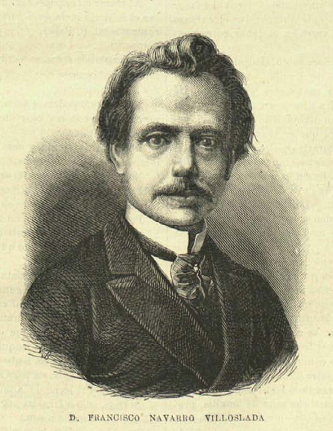
Francisco Navarro Villoslada

Francisco Navarro Villoslada, (Viana, Navarra, 9 d'octubre de 1818 - Viana, 29 d'agost de 1895), novel·lista i assagista navarrès d'ideologia tradicionalista i carlista.

## Biografia
Va cursar estudis de filosofia i teologia en la Universitat de Santiago de Compostel·la i lleis a Madrid. El 1840 va ser redactor de La Gaceta, secretari del Govern civil d'Àlaba. Més tard oficial del Ministeri de Governació.
Col·laborador habitual de diversos periòdics: El Correo Nacional (1838-1839), El Español (1845-1847), El Padre Cobos (1854-1855), fou director del Semanario Pintoresco (1846), El Siglo Pintoresco (1845-1847), La España (1848), El Parlamento, La Fe i La Ilustración Católica.
En 1860 va fundar El Pensamiento Español, defensor del tradicionalisme catòlic. Va passar uns mesos a la presó del Saladero per un article en el qual es va enfrontar a Manuel Ruiz Zorrilla, qui havia ordenat l'inventari de les joies de les esglésies.
Va ser diputat i senador pel Partit Catòlic Tradicionalista, i cap a 1871 va exercir de secretari del pretendent don Carlos.
Autor de novel·les de fons històric com Doña Blanca de Navarra (1847), Doña Urraca de Castilla (1849) i Amaya o los vascos en el siglo VIII (1879, encara que es va repartir com a fulletó entre 1877 i 1879 a La Ciencia Cristiana), la novel·la per la qual és més recordat, la que es realça el protagonisme dels bascos en la lluita contra l'islam: desfeta la monarquia visigoda els bascos s'introdueixen en la religió cristiana per oposar-se al musulmà, repoblant Castella.
Va ser famosa la sèrie d'articles titulada Textos vivos publicada en El Pensamiento Español, contra l'heterodòxia universitària (en la qual incloïa tant el materialisme de Pedro Mata com l'espiritualisme progressista krausista de l'inspirador de la Institución Libre de Enseñanza, Julián Sanz del Río). Gumersindo Laverde la recomanava en 1877 al seu pupil Menéndez Pelayo: «Navarro Villoslada. Els Textos vivos, sèrie d'articles en El pensamiento español, inapreciable per conèixer els corrents heterodoxos que circulaven per la Universitat Central de 1856 a 1868»

## Obres
- Amaya o los vascos en el siglo VIII
- El ante-cristo
- El caballero sin nombre
- Compendio de la vida de San Alfonso María de Ligorio
- La dama del Rey
- Doña Blanca de Navarra, crónica del siglo XV : intitulada Quince días de reinado
- Doña Urraca de Castilla
- Los encantos de la voz
- Historia de muchos Pepes
- Luchana
- La mujer de Navarra
- La Princesa de Viana